# Strumaria karooica
Strumaria karooica är en amaryllisväxtart som först beskrevs av Winsome Fanny 'Buddy' Barker, och fick sitt nu gällande namn av Deirdré Anne Snijman. Strumaria karooica ingår i släktet Strumaria och familjen amaryllisväxter. Inga underarter finns listade i Catalogue of Life.